# Bálint Balassi

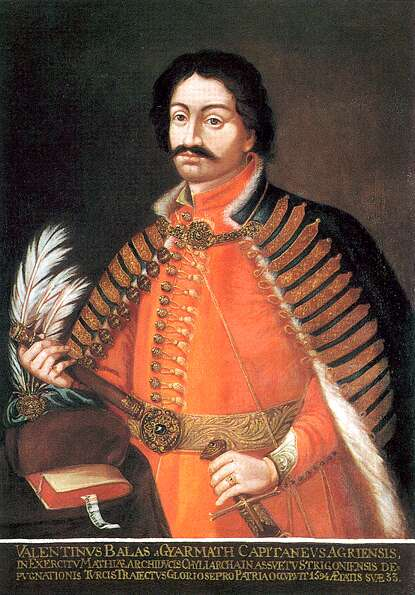
Bálint Balassi

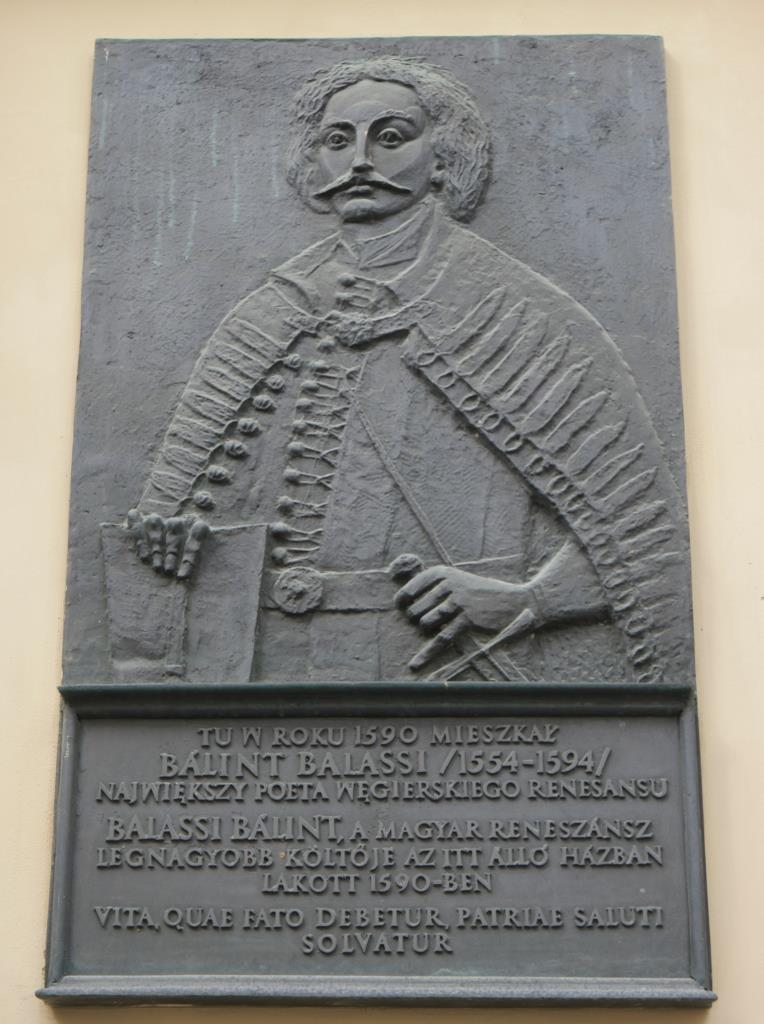
Tafel für Bálint Balassi am Pałac Pod Baranami in Kraków

Bálint Baron Balassi von Gyarmath und Kékkeő (auch Bálint Balassa, * 20. Oktober 1554 in Zólyom (sl. Zvolen, dt. Altsohl); † 30. Mai 1594 in Esztergom (dt. Gran)) war ein bedeutender ungarischer Dichter der Renaissancezeit. Er schrieb auch Gedichte auf Slowakisch. Er war der erste Autor ungarischer erotischer Poesie und der Begründer moderner ungarischer Lyrik.

## Leben
Bálint Balassi entstammte einer vornehmen ungarischen Adelsfamilie. Der evangelische Prediger Péter Bornemissza war sein Erzieher, der auch früh dessen Interesse an der Literatur weckte. Ab 1565 besuchte er die Schule in Nürnberg. Balassi erwarb sich eine ausgezeichnete Bildung und beherrschte bald 8 Sprachen. Daneben erhielt er aber auch eine militärische Schulung und nahm gemeinsam mit seinem Vater an Kämpfen gegen die Türken teil. Die Familie gehörte zum habsburgtreuen Teil Ungarns in jener Zeit.
Auch Bálint kämpfte für die Habsburger, geriet aber in Gefangenschaft des Siebenbürger Fürsten Stephan Báthory. Als dieser König von Polen wurde, nahm Báthory den gefangenen Dichter mit in dieses Land. Erst 1577 konnte Bálassi nach Ungarn zurückkehren. Hier führte er zahllose Prozesse, die ihn um sein Vermögen brachten. Außerdem führte er ein recht ausschweifendes Leben mit andauernden Liebesaffären. 1578 lernte er Anna Losonczi kennen, die Frau des Banus von Kroatien Christoph Ungnad († 1587), an die er Liebesgedichte richtete. 
Von 1579 bis 1582 leistete er Militärdienst als Reiteroffizier auf der Burg in Eger. Hier heiratete er Krisztina Dobó aus materiellen Gründen. Nach Streitigkeiten wurde diese Ehe aber für ungültig erklärt. Diese Ereignisse trugen neben anderen Krisen dazu bei, dass Balassi zum Katholizismus konvertierte und nun auch Gedichte religiösen Inhalts verfasste. 1588 flammte die Liebe zur inzwischen verwitweten Anna Losonczi wieder auf, stieß aber auf keinen Widerhall. Einige schöne Gedichte entstanden aus diesem Anlass.
Im Kampf gegen die Türken, auf Seiten der Habsburger, wurde Balassi bei der Belagerung von Esztergom schwer verwundet und erlag hier seinen Verletzungen.

## Werke
Bálint Balassi ist der erste eigentliche Dichter der ungarischen Sprache. Er nahm Vorbilder der neulateinischen Renaissancedichter Marullus, Angerianus und Janus Secundus auf und formte Nachdichtungen in ungarischer Sprache. Viele seiner Gedichte waren für musikalischen Vortrag gedacht. 1589 sammelte Balassi seine Gedichte in einem handschriftlichen Band, der erst nach seinem Tod gedruckt wurde. Der Großteil des lyrischen Werks besteht aus Liebesgedichten, daneben entstanden Gedichte militärischen und religiösen Inhalts. Balassi verfasste auch ein Theaterstück Schöne ungarische Komödie in ungarischer Sprache, eine Bearbeitung eines italienischen Vorbildes.
- Gedichte. dt. Auswahl, Budapest 1984